# Xylotrechus fragilis
Xylotrechus fragilis är en skalbaggsart som beskrevs av Jordan 1903. Xylotrechus fragilis ingår i släktet Xylotrechus och familjen långhorningar. Inga underarter finns listade i Catalogue of Life.